# Пини, Родольфо
Родо́льфо Пи́ни (исп. Rodolfo Pini; 12 ноября 1926, Монтевидео — 31 мая 2000) — уругвайский футболист, чемпион мира 1950 года. Играл на позиции центрального полузащитника.

## Биография
Выступал большую часть карьеры за «Насьональ», воспитанником которого являлся. Вместе со своим клубом неоднократно становился чемпионом Уругвая в 1940-е и 1950-е годы. Также выступал за «Рамплу Хуниорс» и «Фрай-Бентос».
На чемпионате мира 1950 года Пини был включен в заявку сборной Уругвая, но на поле не выходил, однако также стал чемпионом мира.
По отзыву выдающегося уругвайского футболиста Луиса Эрнесто Кастро, Пини был настоящим бойцом — страдая хроническим гепатитом, он очень мало спал и выжимал максимум из тех моментов на поле, которые получалось создать. Из особенностей техники Кастро отмечает у Пини умение ловко ловить мяч на грудь в полёте и последующее моментальное продвижение к цели. Пини также был хорошим игроком в бильярд, баскетбол, волейбол.

## Титулы
- Чемпион Уругвая (4): 1943, 1946, 1947, 1950
- Чемпион мира: 1950